# Hostal Mallorquines
Hostal Mallorquines és una obra de Riudarenes (Selva) protegida com a Bé Cultural d'Interès Local.

## Descripció
Conjunt d'edificacions aïllades de planta rectangular. La més llarga és una edificació de doble alçada de paredat vist amb les arestes de pedra tallada amb la coberta a dos vessants i carener paral·lel a la façana principal. L'altra edificació és de planta baixa amb els tancaments arrebossats i la coberta inclinada de teula àrab amb el carener perpendicular a la façana d'accés.

## Història
El nucli de població de les Mallorquines va néixer a partir d'aquest hostal, situat en una cruïlla de camins, un dels quals és el Camí Ral de Girona a Barcelona. Les cases s'hi alineen al llarg d'un carrer.